# Révész Imre (költő)
Révész Imre (Marosvásárhely, 1911. augusztus 5. – Auschwitz, 1944.) romániai magyar költő. Révész Béla fia, Révész Endre bátyja.

## Életútja
Szülővárosában a Református Kollégiumban érettségizett, két évig Párizsban folytatott tanulmányokat. 1935-ben feleségül vette Hegyi Ilona írónőt, akivel közösen szerzett színdarabot. Két verseskötete jelent meg: a Fegyverek közt énekelve (Nagyvárad, 1935) és az Engedetlenül (Marosvásárhely, 1937). A deportálás során barátai megszervezték megmentését, de ő feleségével együtt önként jelentkezett a gettóba és Auschwitzban mindkettőjüket meggyilkolták.